# Врбє (Жалець)
Врбє (словен. Vrbje) — поселення в общині Жалець, Савинський регіон, Словенія. 
Висота над рівнем моря: 255,7 м.